# Jack Klugman
Jack Klugman (n. 27 aprilie 1922, Pennsylvania, SUA – d. 24 decembrie 2012, Los Angeles, California, SUA) a fost un actor american de teatru, film și televiziune.
Și-a început cariera în 1950 și a obținut roluri în filme precum 12 oameni furioși (1957) și Răpirea⁠(d) (1958). Pe parcursul anilor 1960, acesta a apărut în numeroase seriale de televiziune, inclusiv în patru episoade ale celebrei emisiuni Zona crepusculară. Klugman a câștigat un Primetime Emmy⁠(d) pentru rolul din serialul The Defenders⁠(d) în 1964. În 1965, a preluat rolul lui Oscar Madison⁠(d) de la Walter Matthau pentru piesa de pe Broadway Un cuplu ciudat⁠(d). Cinci ani mai târziu, a reinterpretat rolul în adaptarea pentru televiziune - Un cuplu ciudat (1970-1975) - alături de Tony Randall. A câștigat încă două premii Primetime Emmy și un Glob de Aur pentru acest rol. Din 1976 până în 1983, a jucat rolul principal din Quincy, M.E.⁠(d), fiind nominalizat de patru ori la Primetime Emmy.

## Biografie
Klugman s-a născut în Philadelphia, cel mai mic dintre șase copii ai lui Rose, o producătoare de pălării, și Max Klugman, un pictor. Părinții săi erau imigranți ruso-evrei⁠(d). Klugman a servit în Armata Statelor Unite în timpul celui de-Al Doilea Război Mondial. A urmat cursurile Carnegie Institute of Technology, astăzi Universitatea Carnegie Mellon⁠(d), din Pittsburgh. În timpul studenției, profesorul său de teatru i-a spus: „Tinere, nu ești potrivit pentru actorie. Ești potrivit pentru meseria de șofer de camion.” După război, a jucat diverse roluri în New York, locuind în același apartament cu viitorul actor Charles Bronson.

## Cariera

### Anii 1950-1960
Klugman a avut roluri în numeroase producții de teatru, televiziune și filme pe parcursul anilor 1950 și 1960. În 1950, a avut un rol minor în producția Mr. Roberts la Teatrul Colonial⁠(d) din Boston. Mai târziu în același an, și-a făcut debutul în televiziune într-un episod din Actors Studio⁠(d). În martie 1952, Klugman și-a făcut debutul pe Broadway în piesa de teatru Golden Boy⁠(d) în rolul lui Frank Bonaparte.
În 1954, l-a jucat pe Jim Hanson în telenovela The Greatest Gift⁠(d). În anul următor, a apărut în emisiunea de televiziune Producers' Showcase⁠(d), în episodul „The Petrified Forest”, alături de Humphrey Bogart și Henry Fonda. Klugman a declarat  mai târziu că experiența a reprezentat cea mai emoționantă întâmplare a carierei sale. A continuat să apară în mai multe filme clasice, inclusiv în rolul juratului numărul cinci în 12 oameni furioși (1957). În 1959, s-a întors pe Broadway în producția originală Gypsy: A Musical Fable⁠(d). În 1960, Klugman a fost nominalizat la Premiul Tony pentru cel mai bun actor (într-o piesă de teatru muzical) pentru rolul din spectacol, dar a pierdut în fața lui Tom Bosley⁠(d).
Din 1960 până în 1963, Klugman a apărut în patru episoade ale celebrului serial Zona crepusculară: „A Passage for Trumpet” (1960), „A Game of Pool” (1961), „Death Ship⁠(d)” (1963) și „In Praise of Pip⁠(d)” (1963). În 1964, a câștigat primul său premiu Primetime Emmy pentru rolul din serialul The Defenders. În același an, Klugman a fost ales pentru rolul principal din sitcomul Harris Against the World⁠(d). Serialul a făcut parte dintr-un grup experimental de sitcomuri intitulat 90 Bristol Court⁠(d) al companiei NBC. Harris Against the World, împreună cu celelalte seriale din grup, au fost anulate în următorul an din cauza ratingurilor scăzute.
Klugman a continuat să apară pe parcursul deceniului în seriale precum The F.B.I.⁠(d) , Ben Casey⁠(d) , The Name of the Game⁠(d) , The Fugitive și Insight⁠(d). De asemenea, a apărut pe Broadway în Tchin-Tchin⁠(d) din octombrie 1962 până în mai 1963. Klugman a apărut în două episoade ale serialului Incoruptibilii⁠(d): „Loophole” (1961) și „An Eye for an Eye” (1963).

### Un cuplu ciudat

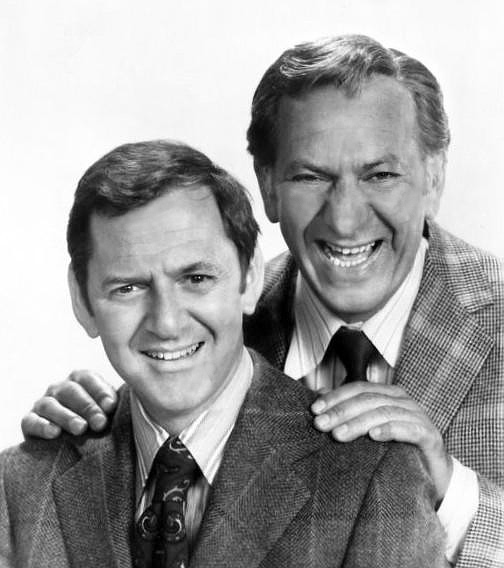
Tony Randall și Klugman într-o fotografie publicitară pentru Un cuplu ciudat, 1972.

În 1965, Klugman a preluat rolul personajului Oscar Madison de la Walter Matthau în producția originală de pe Broadway Un cuplu ciudat. Acesta a reinterpretat rolul când piesa a fost adaptată sub forma unui serial de televiziune difuzat pe ABC între 1970 și 1975. Pe parcursul celor cinci ani, Klugman a apărut în 114 episoade și a câștigat două premii Primetime Emmy pentru activitatea sa din serial. În 1973, în timpul serialului, Klugman și colegul său din Un cuplu ciudat, Randall, au înregistrat un album intitulat The Odd Couple Sings pentru casa de discuri London Records⁠(d). Roland Shaw⁠(d) și The London Festival Orchestra and Chorus⁠(d) au realizat muzica și acompaniamentul.

### Anii 1970-1980
După anularea serialului în 1975, Klugman a revenit în televiziune în anul următor cu rolul din Quincy, M.E., difuzat inițial ca parte a seriei NBC Mystery Movie⁠(d). A fost nominalizat la patru premii Primetime Emmy pentru activitatea sa și a scris scenariul pentru patru episoade. Serialul a avut în total 148 de episoade difuzate pe parcursul a opt sezoane, acesta fiind anulat în 1983. În 1984, Klugman a apărut în Lyndon, un one-man show inspirat parțial de conversațiile lui Merle Miller și regizat de George Schaefer. În 1986, Klugman a jucat în sitcomul You Again?⁠(d) alături de John Stamos⁠(d). Serialul a fost difuzat pe NBC timp de două sezoane, iar apoi a fost anulat. În timpul emisiunii, Klugman a apărut și pe Broadway în piesa de teatru I'm Not Rappaport⁠(d). În anul următor, a jucat în miniseria de televiziune Around the World in 80 Days⁠(d).

### Anii 1990-2000
În 1989, cancerul esofagian al lui Klugman (cu care a fost diagnosticat pentru prima dată în 1974) a revenit. Boala l-a obligat să renunțe la actorie pentru următorii patru ani. A revenit pe scena Broadway în 1993 cu rolul din Three Men on a Horse⁠(d). În același an, s-a reunit cu Tony Randall în filmul de televiziune The Odd Couple: Together Again. Anul următor, Klugman a jucat în filmul de televiziune Vieți paralele⁠(d).
În 1993, a apărut într-o versiune specială a emisiunii britanice Going for Gold⁠(d).
În 1996, a jucat în The Twilight of the Golds⁠(d) și în filmul de comedie Scrisori pentru Cel de Sus⁠(d). Și-a reluat cariera de televiziune cu roluri minore în Diagnostic: Crimă!⁠(d) . De asemenea, a jucat în episodul „Glitch” al serialului La Limita Imposibilului și a apărut într-un episod din Crossing Jordan. Klugman a jucat atât în punerea în scenă pe Broadway din 1997, cât și în punerea în scenă off-Broadway din 2007 a piesei de teatru The Sunshine Boys⁠(d).
În 2005, Klugman a apărut în filmul de comedie Când mâncăm?⁠(d). În același an, a publicat Tony and Me: A Story of Friendship, o carte despre relația de prietenie cu colegul său de platou Tony Randall. Klugman a rostit elogiul la slujba de pomenire a lui Randall în 2004. Fan al echipei New York Mets (a cărui șapcă a purtat-o când îl interpreta pe Oscar Madison), Klugman a creat un blog intitulat Klugman's Korner pentru a vorbi despre baseball și Randall.
În 2008, acesta a dat în judecată NBC Television pentru lipsa profiturilor obținute de emsiiunea Quincy M.E. Procesul a fost intentat la tribunalul statului California, Klugman solicitând companiei NBC să-i arate contractul original. Acesta a susținut că Sweater Productions ar fi trebuit să primească 25% din profitul net al emisiunii. NBC Universal și Klugman au soluționat procesul în condiții nedezvăluite în august 2010.
Ultimul său rol a fost în filmul de groază Camera Obscura din 2010. Inițial, Klugman trebuia să joace rolul juratului nr. 9 în piesa de teatru 12 oameni furioși⁠(d) la George Street Playhouse⁠(d). Totuși, a fost nevoit să renunțe la rol din cauza stării de sănătate precare.

## Viața personală
Klugman s-a căsătorit cu actrița Brett Somers⁠(d) în 1953. Cuplul a avut doi copii - Adam⁠(d) și David. A avut o fiică vitregă, Leslie Klein, din prima căsătorie a lui Somers. Cuplul s-a separat în 1974 și a divorțat în august 1977; divorțul nu a fost făcut public. În 2007, Somers a murit de cancer la vârsta de 83 de ani. Din moment ce Klugman s-a recăsătorit abia după ce Somers a încetat din viață, s-a menționat în mod eronat că cei doi au rămas căsătoriți, dar despărțiți pentru tot restul vieții lui Somers.
Relația de 18 ani a lui Klugman cu actrița Barbara Neugass s-a încheiat în 1992. Klugman a început o relație cu Peggy Crosby în 1988. S-au căsătorit în februarie 2008, la scurt timp după moartea lui Somers.

### Interese
Klugman era un mare admirator al curselor de cai. Acesta îl deținea pe Jaklin Klugman⁠(d), un cal pursânge englez, care a terminat pe locul al treilea în ediția din 1980 a concursului Kentucky Derby. Klugman a declarat că succesul lui Jaklin Klugman a fost cel mai emoționant moment al vieții sale. Avea o fermă cu aproape 100 de cai intitulată El Rancho De Jaklin.
În anii 1980, Klugman a permis utilizarea numelui său de o companie de popcorn numită „Jack’s Corn Crib”.

## Moartea
Klugman a fost diagnosticat cu cancer esofagian în 1974. În 1988, și-a pierdut o coardă vocală din cauza unei intervenții chirurgicale, dar a continuat să joace pe scenă și în televizor în ciuda vocii răgușite. În următorii ani, și-a recăpătat o parte din puterea vocii.
Klugman a murit de cancer prostată la casa sa din Woodland Hills, Los Angeles⁠(d) pe 24 decembrie 2012 la vârsta de 90 de ani. Un articol din New York Times l-a descris drept un „actor extraordinar care înnobilează firescul”. Necrologul său din Huffington Post îl descris drept un „actor de personaj titanic”. Cenușa sa a fost îngropată într-un cinerarium⁠(d) din cimitirul Westwood Memorial Park⁠(d) din Los Angeles.

## Filmografie

### Film
| An   | Titlu                            | Rol              | Note                                    |
| ---- | -------------------------------- | ---------------- | --------------------------------------- |
| 1952 | Grubstake                        |                  | Titlu alternativ: Apache Gold           |
| 1956 | Time Table                       | Frankie Page     |                                         |
| 1957 | 12 Angry Men                     | Juror No. 5      |                                         |
| 1958 | Cry Terror!                      | Vince, a thug    |                                         |
| 1962 | Days of Wine and Roses           | Jim Hungerford   |                                         |
| 1963 | I Could Go On Singing            | George           |                                         |
| 1963 | The Yellow Canary                | Lt. Bonner       |                                         |
| 1963 | Act One                          | Joe Hyman        |                                         |
| 1965 | Hail, Mafia                      | Phil             | Titlu alternativ: Je vous salue, mafia! |
| 1968 | The Detective                    | Dave Schoenstein |                                         |
| 1968 | The Split                        | Harry Kifka      |                                         |
| 1969 | Goodbye, Columbus                | Ben Patimkin     |                                         |
| 1971 | Who Says I Can't Ride a Rainbow! | Barney           |                                         |
| 1976 | Two-Minute Warning               | Sandman          |                                         |
| 1996 | The Twilight of the Golds        | Mr. Stein        |                                         |
| 1996 | Dear God                         | Jemi             |                                         |
| 2005 | When Do We Eat?                  | Artur            |                                         |
| 2010 | Camera Obscura                   | Sam              | Rol final de film                       |

### Televiziune
| An        | Titlu                                | Rol                                                   | Note |
| --------- | ------------------------------------ | ----------------------------------------------------- | --- |
| 1950      | Suspense                             | Louie                                                 | Episodul: "Murder at the Mardi Gras"                                                                                               |
| 1953      | Colonel Humphrey Flack               |                                                       | 2 episoade |
| 1954      | Rocky King Detective                 |                                                       | Episodul: "Return for Death" |
| 1954      | Inner Sanctum                        | Diverse voci                                          | 3 episoade |
| 1954–1956 | Justice                              |                                                       | 4 episoade |
| 1955      | Producers' Showcase                  | Jackie                                                | Episodul: "The Petrified Forest"                                                                                                   |
| 1955      | Treasury Men in Action               |                                                       | Episodul: "The Case of the Betrayed Artist"                                                                                        |
| 1955–1956 | Goodyear Television Playhouse        |                                                       | 2 episoade |
| 1955–1956 | Armstrong Circle Theatre             |                                                       | 2 episoade |
| 1957      | Alfred Hitchcock Presents            | George Benedict                                       | Episodul: "Mail Order Prophet" |
| 1958      | Gunsmoke                             | Earl Ticks                                            | Episodul: "Buffalo Man" |
| 1958      | General Electric Theater             | Murphy                                                | Episodul: "The Young and Scared"                                                                                                   |
| 1957      | General Electric Theater             | Peter Tong                                            | Episodul: "A New Girl In His Life"                                                                                                 |
| 1958      | Kiss Me, Kate                        | Gunman                                                | Film de televiziune |
| 1959      | The Walter Winchell File             | Allie Sunshine                                        | Episodul: "Death Comes in a Small Package: File #37"                                                                               |
| 1959      | Naked City                           | Mike Greco                                            | S1-Ep 19: "The Shield" |
| 1960–1963 | The Twilight Zone                    | Joey Crown, Jesse Cardiff, Captain Ross, Max Phillips | Episodul #32: "A Passage for Trumpet" Episodul #70: "A Game of Pool" Episodul #108: "Death Ship" Episodul #121: "In Praise of Pip" |
| 1961      | Follow the Sun                       | Steve Bixel                                           | Episodul: "Busman's Holiday" |
| 1961      | Target: The Corruptors!              | Otto Dutch Kleberg, Greg Paulson                      | 1x02 Pier 60, 1x18 Chase the Dragon                                                                                                |
| 1961      | Straightaway                         | Buddy Conway                                          | Episodul: "Die Laughing" |
| 1962      | The New Breed                        | Floyd Blaylock                                        | Episodul: "All the Dead Faces" |
| 1962      | Cain's Hundred                       | Mike Colonni                                          | Episodul: "Women of Silure" |
| 1962      | Naked City                           | Peter Kannick                                         | Episodul: "King Stanislaus and the Knights of the Round Stable"                                                                    |
| 1963      | The Untouchables                     | Solly Girsch                                          | Episodul: "An Eye for An Eye" |
| 1963      | Naked City                           | Arthur Crews                                          | Episodul: "Stop the Parade! A Baby Is Crying!"                                                                                     |
| 1963      | Arrest and Trial                     | Celina                                                | Episodul: "The Quality of Justice"                                                                                                 |
| 1963      | The Fugitive                         | Buck Harmon                                           | Episodul: "Terror at High Point", Season 1, Episode 13                                                                             |
| 1964      | The Virginian                        | Charles Mayhew                                        | Episodul: "Roar from the Mountain"                                                                                                 |
| 1964      | The Defenders                        | Joe Larch                                             | Episodul: "Blacklist" |
| 1964      | The Great Adventure                  | John Brown                                            | Episodul: "The Night Raiders" |
| 1964      | Insight                              | Carny                                                 | Episodul: "The Kid Show" |
| 1964–1965 | Harris Against the World             | Alan Harris                                           | 13 episoade |
| 1965      | Kraft Suspense Theatre               | Ozzie Keefer                                          | Episodul: "Won't It Ever Be Morning? "                                                                                             |
| 1965      | Ben Casey                            | Dr. Bill Justin                                       | Episodul: "A Slave Is on the Throne"                                                                                               |
| 1965      | The Fugitive                         | Gus Hendricks                                         | Episodul: "Everybody Gets Hit in the Mouth Sometimes", Season 2, Episode 24                                                        |
| 1965      | Insight                              | Weiss                                                 | Episodul: "The Prisoner" |
| 1966      | Fame Is the Name of the Game         | Ben Welcome                                           | Film de televiziune |
| 1967      | Garrison's Gorillas                  | Gus Manners                                           | Episodul: "Banker's Hours" |
| 1969      | Then Came Bronson                    | Dr. Charles Hanrahan                                  | Episodul: "The Runner" |
| 1970      | The Bold Ones: The New Doctors       | Leland Rogers                                         | Episodul: "The Diamond Millstone"                                                                                                  |
| 1970      | The Name of the Game                 | Captain Garrig                                        | Episodul: "The Time Is Now" |
| 1970–1975 | The Odd Couple                       | Oscar Madison                                         | 114 episoade |
| 1972      | Banyon                               |                                                       | Episodul: "The Lady Killers" |
| 1973      | Poor Devil                           | Burnett J. Emerson                                    | Film de televiziune |
| 1974      | The Underground Man                  | Sheriff Tremaine                                      | Film de televiziune |
| 1976      | One of My Wives Is Missing           | Inspector Murray Levine                               | Film de televiziune |
| 1976–1983 | Quincy, M.E.                         | Dr. R. Quincy, M.E.                                   | 147 de episoade |
| 1979      | Password Plus                        | Jack Klugman                                          | Participant |
| 1979      | Insight                              | Packy Rowe                                            | Episodul: "Rebirth of Packy Rowe"                                                                                                  |
| 1986–1987 | You Again?                           | Henry Willows                                         | 26 de episoade |
| 1989      | Around the World in 80 Days          | Capt. Bunsby                                          | Miniserie |
| 1993      | The Odd Couple: Together Again       | Oscar Madison                                         | Film de televiziune |
| 1994      | Parallel Lives                       | Senator Robert Ferguson                               | Film de televiziune |
| 1995      | Shining Time Station: Second Chances | Max Okowsky                                           | Film de televiziune |
| 1997      | Diagnosis: Murder                    | Dr. Jeff Everden                                      | Episodul: "Physician, Murder Thyself"                                                                                              |
| 1999      | Diagnosis: Murder                    | Lt. Harry Trumble                                     | Episodul: "Voices Carry" |
| 1999      | Brother's Keeper                     | Jack                                                  | Episodul: "An Odd Couple of Days"                                                                                                  |
| 2000      | The Outer Limits                     | Joe Walker                                            | Episodul: "Glitch" |
| 2000      | Third Watch                          | Stan Brandolini                                       | Episodul: "Run of the Mill" |
| 2002      | Crossing Jordan                      | Dr. Leo Gelber                                        | Episodul: "Someone to Count On" |

### Teatru
| Data                                  | Producție                                             | Rol               |
| ------------------------------------- | ----------------------------------------------------- | ----------------- |
| 12 martie – 6 aprilie 1952            | Golden Boy                                            | Frank Bonaparte   |
| 14 - 17 noiembrie 1956                | A Very Special Baby &"Time Table"                     | Carmen            |
| 21 mai 1959 – 25 martie 1961          | Gypsy: A Musical Fable                                | Herbie            |
| 22 aprilie 1963 – 18 mai 1963         | Tchin-Tchin                                           | Caesario Grimaldi |
| 8 noiembrie 1965 – 2 iulie 1967       | The Odd Couple                                        | Oscar Madison     |
| 18 decembrie 1968 – 21 decembrie 1968 | The Sudden & Accidental Re-Education of Horse Johnson | Horse Johnson     |
| 26 februarie 1984 – 11 martie 1984    | Lyndon                                                | Lyndon Johnson    |
| 19 noiembrie 1985 – 17 ianuarie 1988  | I'm Not Rappaport                                     | Nat               |
| 13 aprilie – 16 mai 1993              | Three Men on a Horse                                  | Patsy             |
| 8 decembrie 1997 – 28 iunie 1998      | The Sunshine Boys                                     | Willie Clark      |